# Privilne (Lugansk)
Privilne (en ucraniano: Привільне, en ruso: Привольное) es un pueblo ucraniano perteneciente al óblast de Lugansk. Situado en el noreste del país, forma parte del raión de Starobilsk y del municipio (hromada) de Bilovodsk.
El pueblo se encuentra ocupado por Rusia desde el 4 de marzo de 2022, siendo administrado como parte de la de facto República Popular de Lugansk.

## Historia
Posee un pozo de agua declarado monumento nacional hidrológico en 1977.

## Demografía
Según el censo de 2001, la lengua materna de la mayoría de los habitantes, el 98,35%, es el ucraniano; del 1,65% es el ruso.